# Ctenomys thalesi
Ctenomys thalesi és una espècie de mamífer rosegador de la família dels ctenòmids. És endèmic del nord-est de la província argentina de Chubut. El seu hàbitat natural és l'estepa de zigofil·làcies de baixa cobertura. Es tracta d'un tuco-tuco de mida petita. Té una llargada total de 183-221 mm, la cua de 57,4-62 mm i un pes de 43-96 g. Fou anomenat en honor del genetista brasiler Thales Renato Ochotorena de Freitas.